# سیمون امین
سیمون امین (انگلیسی: Simon Amin؛ زادهٔ ۱۳ نوامبر ۱۹۹۷) بازیکن فوتبال آشوری‌تبار اهل سوئد-سوریه است.
وی همچنین در تیم‌های ملی فوتبال زیر ۲۳ سال سوریه و سوریه بازی کرده‌است.